# Imsovac
Imsovac is een plaats in de gemeente Končanica in de Kroatische provincie Bjelovar-Bilogora. De plaats telt 263 inwoners (2001).